# AEG (azienda)
AEG Daimler-Benz Industrie AG (AEG-DBI), semplicemente nota come AEG (acronimo di Allgemeine Elektricitäts-Gesellschaft), è stata un'azienda tedesca che operava nei settori dell'elettromeccanica e dell'elettrotecnica, appartenente alla Daimler-Benz di Stoccarda dal 1985 al 1996, anno in cui venne incorporata nel medesimo Gruppo.
Fondata a Berlino nel 1883, il periodo di maggior espansione fu quello compreso tra il 1967 ed il 1982, quando l'azienda ebbe la denominazione AEG-Telefunken AG, ed era uno dei più grandi gruppi industriali a livello mondiale, che oltre che nell'elettromeccanica e nell'elettrotecnica, operava anche nell'elettronica in ambito civile e domestico.
Dal 1994, AEG è un marchio di elettrodomestici prodotti dalla multinazionale svedese Electrolux, e dal 2002 di apparecchi termosanitari prodotti dall'azienda tedesca Stiebel Eltron di Holzminden.

## Storia

### Le origini: la Deutsche Edison Gesellschaft e l'illuminazione pubblica a Berlino (1883-1886)

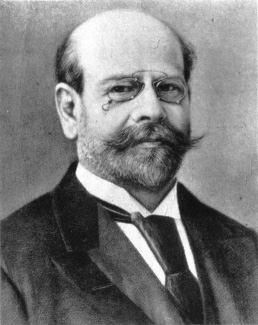
Emil Rathenau, presidente di AEG nel 1883-86 e nel 1898-1915

La Deutsche Edison Gesellschaft für angewandte Elektrizitäts (DEG) fu fondata a Berlino il 19 aprile 1883 su iniziativa di 15 soci, banche e privati, con un capitale sociale di 5 milioni di marchi. Uno dei soci fondatori, Emil Rathenau (1838-1915), che l'anno prima, nel 1882, acquistò la licenza dei brevetti di Edison per l'Impero tedesco dalla Compagnie Continentale Édison di Parigi - che però condivideva con la Siemens & Halske - fu nominato amministratore unico della società.
DEG ebbe appaltati dall'amministrazione di Berlino i lavori per la realizzazione dell'illuminazione pubblica nella città e per la costruzione di centrali elettriche, e perciò nel 1884, con il supporto finanziario della Deutsche Bank, costituì la società Städtischen Elektrizitäswerke AG. In quello stesso anno, fu aperto il primo stabilimento sulla Schlegelstraße 26, nel quartiere Mitte, che produceva lampade a incandescenza. Nello stesso periodo, l'ingegnere bavarese Oskar von Miller (1855-1934) fece ingresso nel consiglio di amministrazione della società.
Il 15 agosto 1885, entrò in funzione la prima centrale elettrica pubblica tedesca, costruita dalla DEG sulla Markgrafenstraße 44, con potenza di 500 kW. In quello stesso anno, furono aperti uffici di rappresentanza a Monaco di Baviera e in altre città dell'Impero tedesco.

### La trasformazione in Allgemeine Elektricitäts-Gesellschaft (AEG): sviluppo, espansione internazionale e crisi (1887-1932)

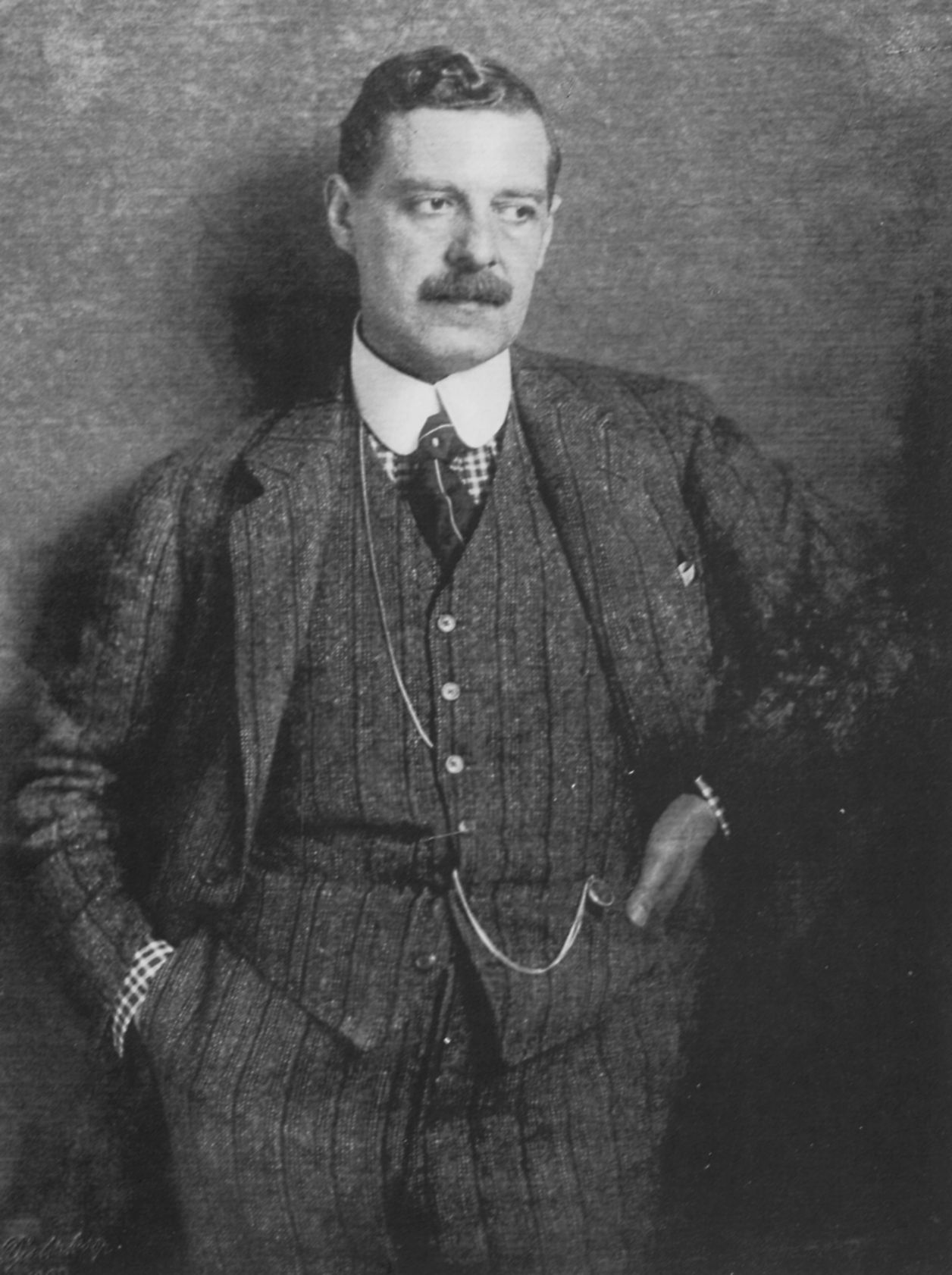
Peter Behrens

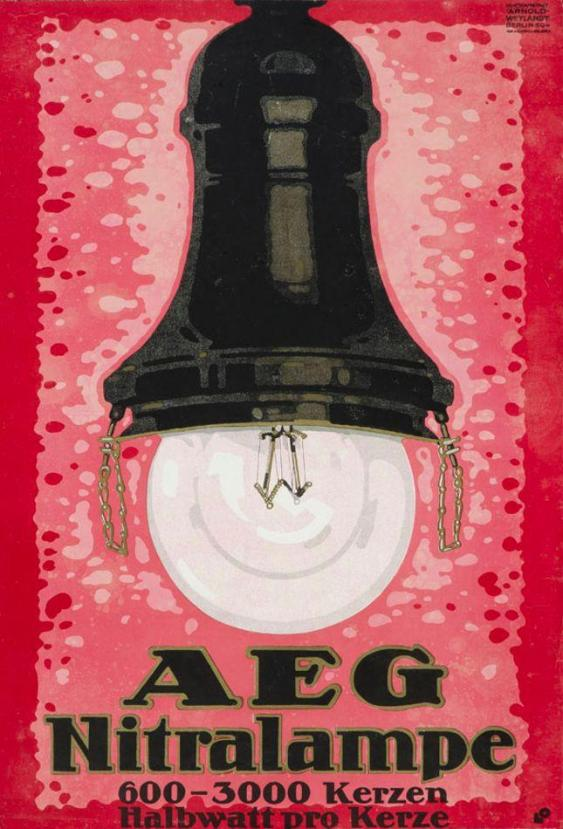
Locandina pubblicitaria della lampada al nitrato AEG del 1913

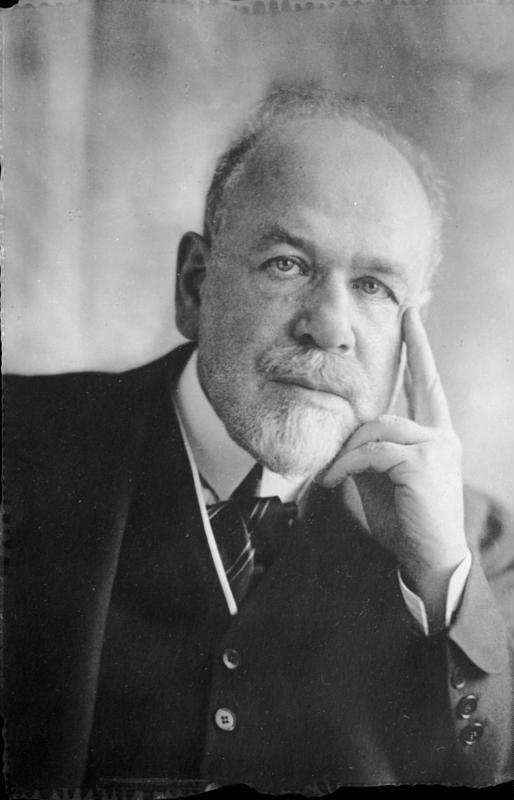
Felix Deutsch, presidente di AEG nel 1922-28

L'espansione a tutti i settori di ingegneria energetica, in particolare l'elettrochimica, la costruzione di centrali elettriche e di cavi elettrici, nonché l'espansione internazionale, portarono al cambio di ragione sociale dell'azienda, che nel 1887 diventava Allgemeine Elektricitäts-Gesellschaft (AEG). La presidenza della rinominata società fu affidata a Georg von Siemens, banchiere e cugino dell'imprenditore e capo della S&H, Werner von Siemens.
Nel 1888, AEG istituì un fondo pensione per i suoi dipendenti, che a quell'epoca erano circa 2.000 unità. In quello stesso anno, l'azienda berlinese ebbe molte commesse dall'estero e si specializzò nella costruzione di ferrovie elettriche basata sui brevetti dell'inventore americano Frank J. Sprague e della società a lui intitolata negli Stati Uniti. A Neuhausen, in Svizzera, AEG fondò la Aluminium-Industrie-AG, per la produzione di alluminio. Nel 1889, fu assunto il russo Mikhail Dolivo-Dobrovolsky (1862-1919) come ingegnere-capo, che inventò il primo motore trifase funzionale. Nello stesso anno, l'ingegner Von Miller si dimise dal consiglio di amministrazione della società per dedicarsi alla sua professione a Monaco.
Nel 1890, assieme alla Thomson-Houston Electric Company, AEG creò una società negli Stati Uniti, la Edison General Electric Company. A Madrid fu attivata la prima centrale elettrica a corrente continua costruita dall'azienda tedesca all'estero, fatto preceduto dalla costituzione avvenuta l'anno prima della Compagnia General Madilena de Electricidad. A quell'anno, inoltre, la produzione di lampadine da parte di AEG raggiunse quota 1 milione di unità. L'anno seguente, nel 1891, assieme alla statunitense Thomson-Houston Electric Company, alla Thyssen e alla Lorenz Loewe AG, creò la Union Elektricitäts-Gesellschaft (UEG), per la costruzione delle linee tramviarie, e nel medesimo anno, fu inaugurata la rete tranviaria di Halle, lunga 30,7 km, interamente progettata e costruita da AEG. Altre ne furono costruite successivamente a Breslavia, Kiev e Chemnitz. Nel 1892, fu avviata la produzione dei primi elettrodomestici con i ferri da stiro, fino ad allora importati dall'Inghilterra. Nel 1897, la Deutsche Bank uscì dalla AEG, e l'anno seguente, nel 1898, vi fece ingresso il banchiere Carl Fürstenberg (1850-1933), che divenne vicepresidente e consulente di Rathenau, nuovamente insediatosi alla presidenza della società.
Nel 1902, AEG rilevò la maggioranza della GmbH Gebrüder Körting Elektricität, che divenne il suo dipartimento per l'elettricità, e nello stesso anno rilevò la carrozzeria berlinese Kühlstein Wagenbau, e trasformata in Neue Automobil-Gesellschaft (NAG). Avviò altresì la produzione di turbine a vapore sulla base dei brevetti Riedler e Stumpf. Un anno più tardi, nel 1903, insieme alla sua concorrente Siemens & Halske, costituì la Telefunken, per lo sviluppo delle comunicazioni senza fili (telegrafo). Acquisì il totale controllo della UEG, e con essa delle 17 consociate nazionali ed estere, nonché una partecipazione nella svizzera Brown, Boveri & Cie. Nello stabilimento sulla Huttenstraße, fu avviata la produzione delle macchine da scrivere, il cui primo modello fu il Mignon. Nel 1905, AEG arrivò ad impiegare oltre 30.000 dipendenti. Nel 1907, Rathenau assunse Peter Behrens (1868-1940) come consulente artistico dell'AEG, e lo incaricò di creare la veste grafica dell'azienda, dal logo alla pubblicità alla linea principale dei prodotti. Le attività di AEG erano in espansione, con la produzione di dinamo, motori elettrici, cavi, nonché dei dispositivi di sollevamento e trasporto, e turbine a vapore come macchine di azionamento in connessione con l'elettrificazione dell'industria siderurgica, nell'industria mineraria e nell'industria di trasformazione, come l'industria tessile e della carta. L'azienda si specializzò in altri tipi di produzione, come quella dei termofori in ambito domestico, e in quella degli aeromobili.
Nel 1911, su un'area di 770.000 m² situata ad Henningsdorf, AEG aprì una fabbrica dove si producevano porcellane, teleimpermeabili e smalti. Nella stessa località, due anni più tardi, nel 1913, fu aperto un altro stabilimento per la produzione di locomotive e di carrelli elettrici. Nel 1915, morì Emil Rathenau e la guida dell'azienda fu assunta dal figlio Walther (1867-1922), nel cui consiglio di amministrazione era entrato nel 1899, e nella quale si occupava del dipartimento dedicato alla costruzione delle stazioni centrali, e di quello finanziario. Nel periodo della prima guerra mondiale, AEG fu tra le aziende tedesche più attive nella fornitura di materie prime e nella produzione di materiale bellico per l'Esercito imperiale impegnato nel conflitto. Dei 68.700 dipendenti dell'azienda, quelli richiamati sul fronte erano stati circa 23.600.
Al termine della guerra, la Germania era stata duramente sanzionata ai Trattati di pace del 1919 in quanto nazione sconfitta e ritenuta principale responsabile del conflitto, e il pagamento dei danni di riparazione imposto dalle potenze vincitrici generò nel paese una grave crisi economico-finanziaria. AEG non risentì particolarmente della situazione, e le vendite e i ricavi registravano valori positivi. Furono aperti nuovi stabilimenti nell'area berlinese a Treptow e Oberspree, ed ampliati quelli di Henningdorf e Annaberg, mentre altri ne furono creati a Mülheim an der Ruhr (1919), Norimberga (1921-22), e Stoccarda (1929). L'azienda tornò all'attività industriale per uso civile: nel 1919, assieme alla Deutsche Gasglühlicht AG e alla Siemens & Halske, partecipò alla costituzione della OSRAM, in cui confluirono la produzione delle lampadine dell'AEG e degli altri soci; nel 1920, assieme alla Rosenthal Porzellan AG costituì la Rosenthal-Isolatoren GmbH, per la produzione di isolanti.
Nel 1921, il presidente Rathenau intraprese l'attività politica nella neonata Repubblica di Weimar, di cui, l'anno successivo, nel 1922, era divenuto ministro degli Esteri. Walther Rathenau, fu assassinato dai nazionalisti tedeschi, e la presidenza dell'AEG fu in seguito assunta dal direttore generale Felix Deutsch, che tenne fino al 1928, anno della sua morte. Nel 1924, a livello internazionale fu approvato il Piano Dawes approvato nel 1924, che definì il programma di riparazione tedesco, ed AEG usufruì di prestiti erogati dalla National City Bank of New York nel periodo 1925-28. Il Piano Dawes fu sostituito nel 1928 dal Piano Young, e l'anno seguente, nel 1929, la statunitense General Electric presieduta da Owen D. Young, relatore del predetto piano, fece ingresso in AEG e ne acquisì circa il 30%. Intanto, a Deutsch era succeduto alla guida dell'azienda Hermann Bücher, proveniente dalla IG Farben, che ricoprì l'incarico di presidente fino al 1946.
Nel 1926, AEG fu la prima azienda tedesca a lanciare una stufa elettrica economica, il modello Carnifix. Nel 1928, il fatturato di AEG superò i 500 milioni di marchi. In quello stesso anno, a Reinickendorf, fu fondato il laboratorio di ricerca dell'azienda, per iniziativa di Carl Ramsauer (1879-1955), che ne prese la direzione. Nel 1929, furono prodotti i primi frigoriferi a compressore.

### AEG e il regime nazionalsocialista (1933-1945)

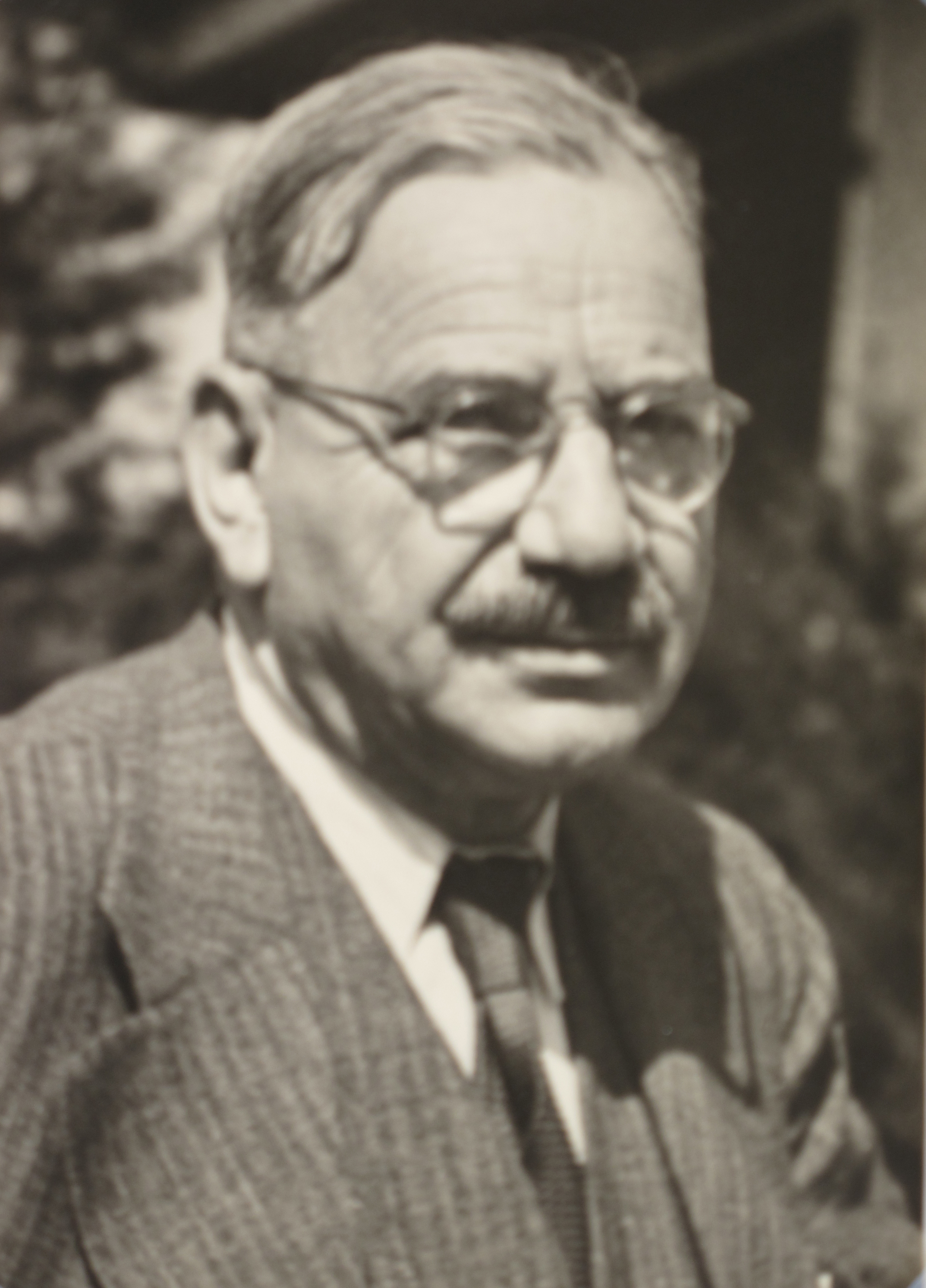
Hermann Bücher, presidente di AEG nel 1929-46

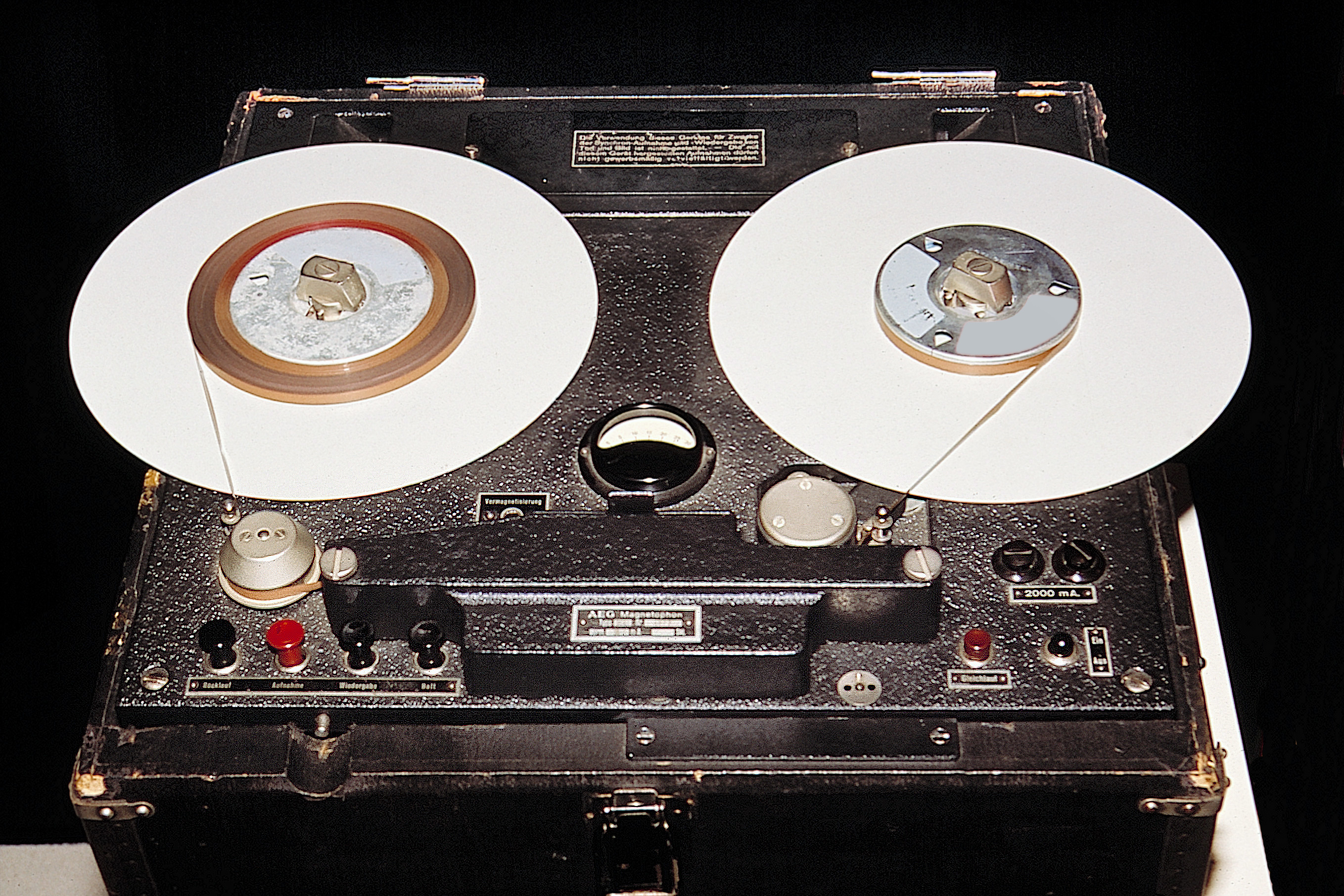
Il magnetofono K4 del 1939

La Grande depressione scoppiata nel 1929 recò ulteriori danni all'economia tedesca, ed AEG vide contrarre drasticamente vendite e fatturato nel periodo 1930-32. Ciò malgrado, l'attività di elettrificazione della rete ferroviaria della Deutsche Reichsbahn, proseguì ugualmente con il completamento nel 1933 della linea Augusta-Stoccarda.
Nel marzo 1933, le elezioni federali videro il trionfo del Partito Nazionalsocialista Tedesco dei Lavoratori, guidato da Adolf Hitler, divenuto nuovo cancelliere del Reich. L'AEG fu una delle principali aziende tedesche che finanziarono il Nazionalsocialismo giunto al potere in Germania, avendo versato 60.000 marchi sul conto della Nationale Treuhand per uso di Hitler. Particolarmente collusi con il regime furono il presidente Bücher e i dirigenti Julius Flechtheim e Walther vom Rath.
Le politiche economiche attuate dal regime nazista favorirono la ripresa economica e industriale della Germania, di cui beneficiò naturalmente la stessa AEG. Nel 1934, fu realizzato e brevettato dalla AEG in collaborazione con la Telefunken, il dispositivo denominato Magnetophon K1, che usava i nuovi nastri magnetici della BASF. Questi registratori ebbero uso abbastanza diffuso nelle stazioni radio tedesche e furono usati spesso per registrazioni direttamente presso le sale di concerto e per molte manifestazioni politiche. Nel 1936-37, AEG compì ulteriori progressi nel campo dei cavi e delle apparecchiature per telecomunicazioni: venne così creato un nuovo cavo a banda larga per la trasmissione televisiva e telefonica in entrambe le direzioni. L'azienda fu anche coinvolta nella realizzazione dei collegamenti televisivi Berlino-Monaco e Berlino-Amburgo. All'Expo 1937 di Parigi, fu presentato il motore ferroviario AEG EKB 860 della locomotiva per treni rapidi pesanti, classe E 18, premiato con una medaglia d'oro. Nel 1938, AEG lanciò i nuovi elettroutensili, compresi i saldatori per hobbisti con riscaldamento a cartuccia, seghe da tavolo, cesoie curve a mano e trapani a mano, che furono ben accolti dal mercato. L'anno seguente, nel 1939, l'azienda, che contava circa 72.000 dipendenti, realizzò un fatturato che superò i 600 milioni di marchi, e la sua produzione rappresentava il 40% dell'intera industria elettrotecnica tedesca.
Alla vigilia della seconda guerra mondiale, l'azienda si dedicò alla produzione bellica, per rifornire le forze armate tedesche, la cui quota inizialmente era solo del 3,5%, ma già nel 1940 le vendite crebbero di oltre un terzo. AEG e Telefunken fornivano in particolare dispositivi di localizzazione, proiettori, dispositivi di misurazione radio, ma anche artiglieria di fanteria leggera, micce, dispositivi di lancio di bombe, detonatori di mine e granate. La domanda in costante aumento di armamenti portò la direzione di AEG a costruire nuovi stabilimenti, ad esempio a Wildau vicino a Berlino, dove fu rilevata una grande azienda per la costruzione di parti di aeromobili. Nel 1941, AEG rilevò il restante 50% delle quote possedute da Siemens & Halske in Telefunken, che dunque passava interamente sotto il suo controllo.
Nel 1944, AEG contava 102.000 dipendenti, dei quali 25.680 erano lavoratori civili stranieri e prigionieri di guerra, che costituivano una quota della forza lavoro pari al 25,1% del totale. La sconfitta della Germania nazista nella guerra conclusasi nel 1945, provocò danni al suo apparato industriale, devastato dai bombardamenti angloamericani e sovietici. In particolare, AEG perse tutte le fabbriche situate a Berlino e nel suo circondario, occupati dall'Armata Rossa sovietica. I Sovietici, infatti, espropriarono le fabbriche dell'azienda nelle zone da loro occupate. Diversa sorte ebbero invece gli stabilimenti AEG situati nelle regioni centrali del paese, dove malgrado i pesanti bombardamenti effettuati dalle aviazioni statunitense e britannica, non ne furono colpiti.
Nel 1945, il presidente Bücher decise lo spostamento temporaneo del quartier generale dell'azienda ad Amburgo, occupata dai Britannici.

### Da Amburgo a Francoforte: la ricostruzione e la ripresa (1946-1966)
Il governo militare alleato che controllava i territori della Germania occidentale in cui AEG fu spostata, nel 1946 impose la rimozione di Bücher dalla presidenza dell'azienda a causa del suo impegno durante il periodo del Terzo Reich. Al suo posto fu insediato dapprima Walter Bernhard, che mantenne l'incarico per un anno e a cui succedette Friedrich Spennrath, che invece rimarrà al timone dell'azienda fino al 1955.
Le attività industriali dell'azienda poterono riprendere: nel 1946, assieme alla Zeiss sviluppò il microscopio elettronico; nel periodo 1948-51, e furono aperti altri stabilimenti, a Neumünster per la produzione di quadri elettrici, a Oldenburg per produrre i piccoli motori, ad Hameln per produrre i contatori, ad Essen per la riparazione e costruzione di turbine e compressori, a Kassel per la produzione di quadri ad alta tensione e isolamento materiale, ad Heiligenhaus per la costruzione di strumenti di misura, a Backnang per le telecomunicazioni, a Belecke per produrre raddrizzatori, e a Mülheim-Saarn per le forniture minerarie. Nel 1953, il numero degli stabilimenti arrivò a 21, con le aperture avvenute ad Amburgo (attrezzature navali e registratori a nastro), a Menden (filiale della fabbrica di dispositivi audio di Neumünster), a Essen (saldatrici) e Kassel (quadri, stampanti di biglietti, frigoriferi).
La divisione della Germania in due Stati avvenuta nel 1949, impose il definitivo insediamento dell'azienda nei territori occidentali della Repubblica Federale Tedesca, e la sede legale nel 1950 fu trasferita da Amburgo a Francoforte. Nell'arco di un decennio, il fatturato di AEG passò dai 270 milioni di marchi del 1949 ad 1,38 miliardi nel 1959, e nello stesso periodo crebbe anche il numero di dipendenti, passato dalle 27.600 unità a 57.700. Notevole sviluppo ebbe il settore dei grandi elettrodomestici, in cui AEG conquistava rapidamente importanti quote di mercato: nel 1958, lanciò Lavamat, la prima lavatrice completamente automatica. Nello stesso anno, in ambito elettrotecnico, AEG realizzò il primo tiristore di potenza in Europa, mentre due anni più tardi, nel 1960, il primo computer a transistor di produzione europea con Telefunken. Nel 1961, a Kahl am Main entrò in funzione la prima centrale nucleare della Germania Ovest, da 15 MW, che fu progettata e costruita dalla AEG.

### La multinazionale AEG-Telefunken (1967-1982)
L'assemblea generale dell'AEG, riunitasi nel giugno del 1966, deliberò l'incorporazione della controllata Telefunken AG nella medesima società, e le attività furono fuse con effetto dal 1º gennaio 1967, e conseguente modifica della ragione sociale in Allgemeine Elektricitäts-AEG-Telefunken AG.
La AEG-Telefunken, al momento della sua costituzione, impiegava 136.000 dipendenti (di cui circa 10.000 all'estero) e realizzava un fatturato di 5,2 miliardi di marchi, e rappresentava la seconda industria elettronica della Germania Ovest dopo Siemens ed il nono gruppo industriale del paese, il quarto produttore europeo di elettronica e il dodicesimo nel mondo. Il Gruppo tedesco, i cui settori di attività ormai spaziavano nei settori energetico, elettrotecnico, degli elettrodomestici, della componentistica, dell'informatica, delle telecomunicazioni e dell'elettronica di consumo, assunse le dimensioni e le caratteristiche di una multinazionale, e si espanse ulteriormente attraverso l'acquisizione di altre aziende o di partecipazioni in altre aziende. I maggiori investimenti furono fatti nell'industria degli elettrodomestici e dell'elettronica di consumo, nel periodo 1967-72, con l'ingresso nel capitale dell'italiana Zanussi e con le acquisizioni della Linde AG, della Neff, della Kuba-Imperial, della Alno-Möbelwerke GmbH nls Je & Co. KG, e dell'italiana IRT-FIRT. Nell'ambito dell'information technology, nel 1971 aveva creato assieme alla Nixdorf Computer AG la Telefunken Computer GmbH, con sede a Costanza, che verrà poi ceduta a Siemens nel 1974.
Il 3 luglio 1972, il titolo di AEG-Telefunken fu quotato alla Borsa di Vienna, e successivamente anche in quelle di Basilea, Zurigo e Parigi. Poco tempo dopo, il 18 luglio, il Gruppo di Francoforte stipulò un accordo quadro di cooperazione scientifica e tecnica con il Comitato di Stato del Consiglio dei Ministri dell'URSS per la scienza e la tecnologia. Quattro anni più tardi, nel 1976, la Dresdner Bank, rilevò le quote possedute nel Gruppo dalla statunitense General Electric, la cui partecipazione era ormai ridotta all'8%. In quello stesso anno, a causa delle crescenti difficoltà dovute alla crisi economica generale di metà anni settanta, la AEG-Telefunken, presieduta da Walter Cipa, avviò un programma di razionalizzazione delle attività del Gruppo, la loro integrazione globale, il miglioramento della guida e del controllo, nonché l'uso mirato del potenziale di forza esistente e delle risorse disponibili.
Nel 1979, fu modificata la ragione sociale del Gruppo, divenuto AEG-Telefunken AG, per adeguarsi alle nuove disposizioni comunitarie. Assieme alla casa automobilistica italiana FIAT, fondò una joint-venture, la Fiat-AEG-Telefunken-Elettrotrazione S.p.A. con sede a Torino (51% FIAT, 45% AEG-Telefunken attraverso la sua consociata italiana AEG-Telefunken S.p.A., 4% Elettromeccanica Parizzi), per lo sviluppo e vendita di veicoli ferroviari completi di moderno design in Italia. Un'altra collaborazione importante fu quella con la francese Thomson-Brandt, per lo sviluppo, la produzione e la vendita di cinescopi a colori. Venne pertanto concordata la costituzione di una nuova società, Europacolor S.A., di cui Thomson-Brandt deteneva il 51% e AEG-Telefunken il 49%.
Nel 1980, a Pechino venne firmato un contratto tra la controllata Telefunken TV e Rundfunk GmbH e la cinese Beijing TV Industry Corp per l'assemblaggio, la costruzione e la vendita di ricevitori televisivi a colori basati sul sistema PAL. L'anno seguente, nel 1981, il Gruppo tedesco stipulò una partnership con la casa automobilistica francese Peugeot, con la costituzione della EPTC European Power Tool Corp. S.A., con sede a Parigi, il cui controllo da parte dei due soci è del 50% ciascuna attraverso le proprie divisioni.
AEG-Telefunken, nonostante le varie partnership industriali di rilievo, tra la fine degli anni settanta e gli inizi degli anni ottanta, precipitò in una crisi finanziaria, dovuta principalmente al calo del fatturato, conseguenza delle passività che registrarono le divisioni elettrodomestici ed elettronica di consumo. Nel 1982, venne attuato un piano di ristrutturazione del Gruppo, in forte deficit, che vide la dismissione di alcune attività e il ridimensionamento.

### Il ridimensionamento, lo smembramento e l'incorporazione nella Daimler-Benz (1983-1996)

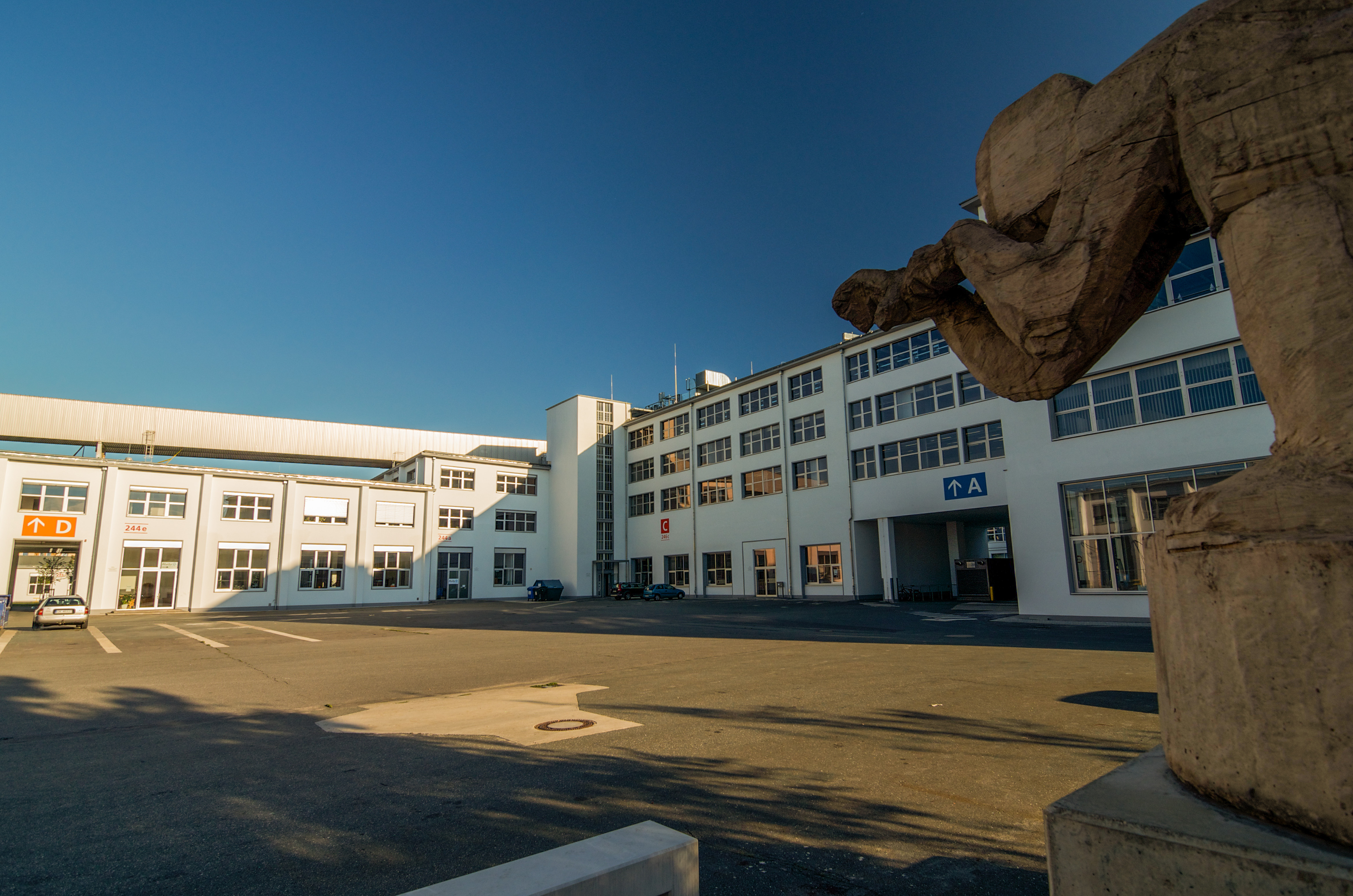
Ex stabilimento AEG di Norimberga

Nel 1982-83, AEG-Telefunken, cedette l'intera divisione dell'elettronica di consumo, rappresentata dalla Telefunken Fernseh und Rundfunk GmbH alla francese Thomson-Brandt, e la controllata italiana IRT-FIRT alla Philco Italia.
Il 7 gennaio 1985, il consiglio di amministrazione decise di rinominare la società in AEG Aktiengesellschaft, che mantenne la divisione elettrodomestici, concentrata in prevalenza nello stabilimento di Norimberga. Poco tempo dopo, il 56% del capitale di AEG, fu rilevato dalla Daimler-Benz, produttrice di motori e componenti per veicoli, che nel 1988, aumentò ulteriormente la sua quota di partecipazione all'80%.
Nel 1994, Daimler-Benz cedette la AEG Hausgeräte AG, divisione elettrodomestici dell'azienda, e con essa l'utilizzo del marchio AEG e lo stabilimento di Norimberga, al gruppo svedese Electrolux. Nello stesso anno, fu modificata la ragione sociale dell'azienda in AEG Daimler-Benz Industrie AG, di cui due anni più tardi, il 20 settembre 1996, la capogruppo ne decise la fusione per incorporazione e il trasferimento delle sue attività ad una nuova società, la Adtranz, creata assieme alla svizzera ABB Verkehrssysteme.

## Informazioni e dati
AEG Daimler-Benz Industrie AG, azienda tedesca del Gruppo Daimler-Benz, operava nella progettazione e produzione di sistemi ferroviari, della microelettronica, degli azionamenti diesel, delle tecnologie energetiche e delle tecnologie di automazione. Nel 1995, ultimo anno di attività, ha realizzato un fatturato di 10,3 miliardi di marchi, ed impiegava 10.196 addetti.
Nel periodo compreso tra il 1967 ed il 1982, la AEG-Telefunken AG rappresentava uno dei più grandi gruppi industriali a livello mondiale, che oltre che nell'elettromeccanica e nell'elettrotecnica, operava anche nell'elettronica in ambito civile. La AEG-Telefunken, raggiunse il livello massimo di fatturato nel 1970 con 8,4 miliardi di marchi, e quello del numero di dipendenti attorno alle 178.000 unità. Dodici anni più tardi, nel 1982, quando ci fu il crac del Gruppo, gli stessi indicatori scesero in maniera drastica, rispettivamente a 2,4 miliardi di marchi e 18.000 unità.
Dal 1994, AEG è un marchio con cui vengono prodotti e commercializzati elettrodomestici per la cottura, il freddo e il lavaggio della multinazionale svedese Electrolux, che nel 2004 ne ha acquisito la proprietà. Nel 2005, il Gruppo scandinavo ha deciso la chiusura dello stabilimento di Norimberga, per spostare la produzione a marchio AEG in Italia e in Polonia.
Dal 2002, AEG è anche un marchio di apparecchi termosanitari prodotti dalla tedesca Stiebel Eltron di Holzminden.

## Modelli di aerei

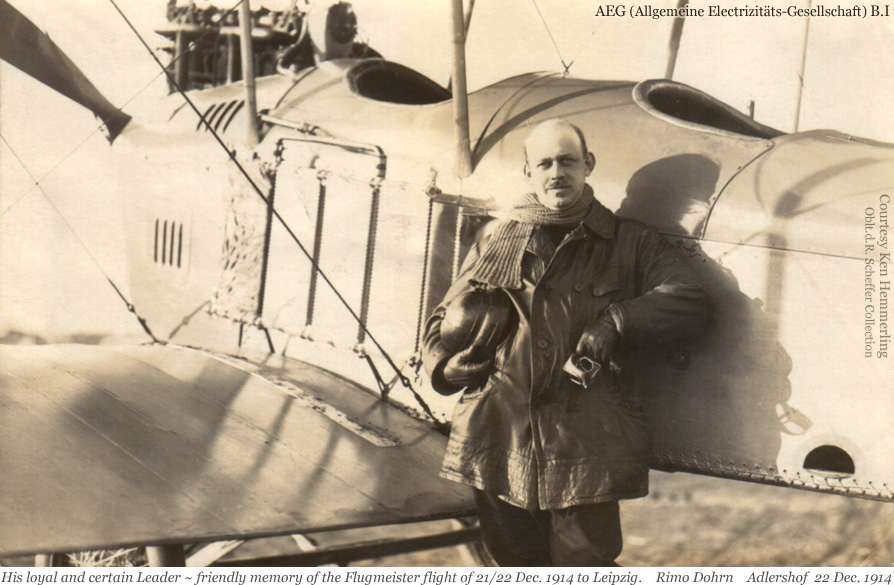
Un aviatore tedesco in posa davanti al suo AEG B.I, dicembre 1914

- AEG B.I
- AEG B.II
- AEG B.III
- AEG C.I
- AEG C.II
- AEG C.III
- AEG C.IV
- AEG C.V
- AEG C.VIII
- AEG D.I
- AEG DJ.I
- AEG Dr.I
- AEG F.1
- AEG G.I
- AEG G.IV
- AEG J.I
- AEG J.II
- AEG R.I